# به‌سوی ترانه خود گام برمی‌دارم
«به سوی ترانه خود می‌روم» (به انگلیسی: I Walk to My Own Song) تک‌آهنگی از استراتوواریوس است که در سال ۲۰۰۳ میلادی منتشر شد.